# Schrendeisen (Familie)

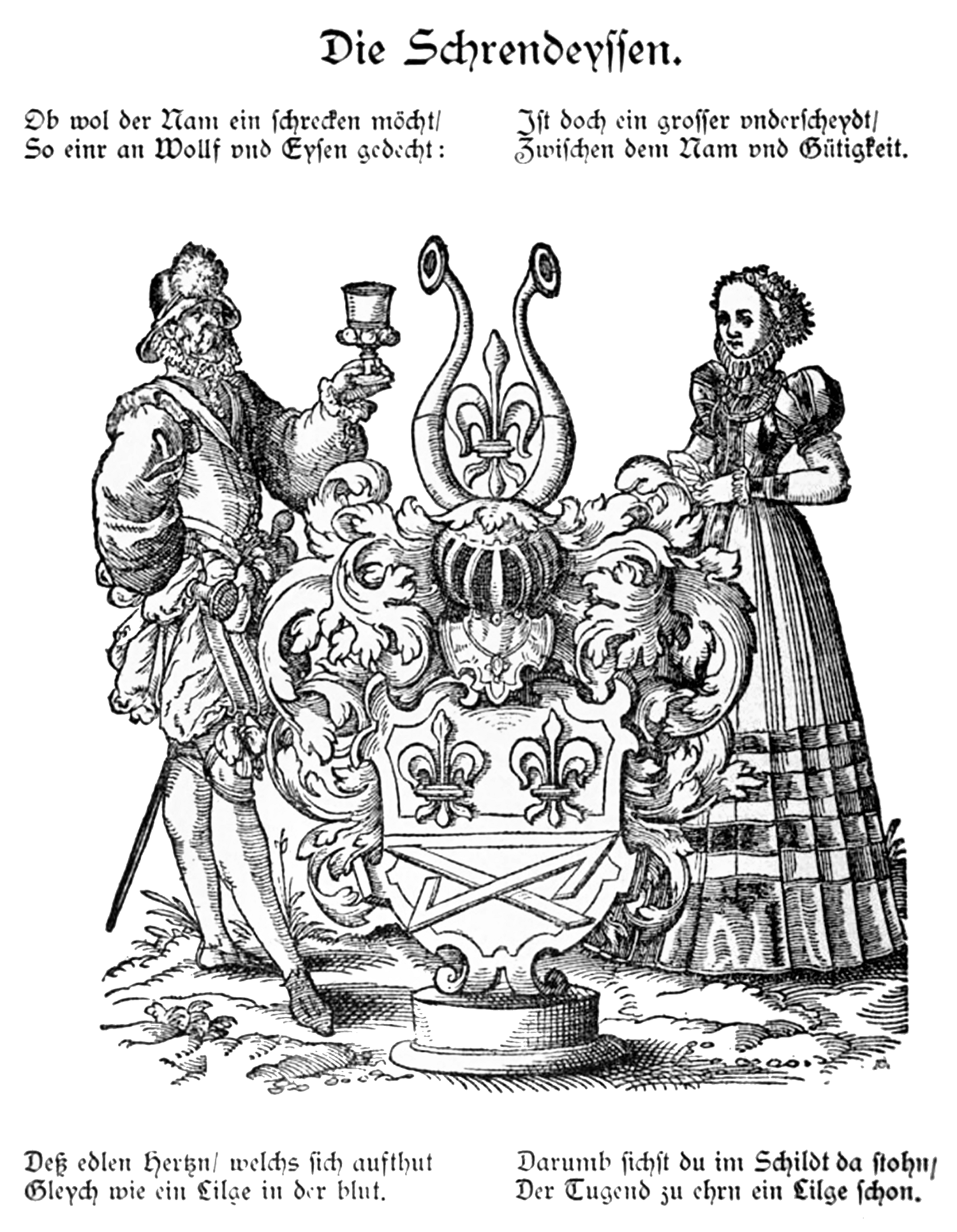
Familienwappen (nach Jost Amman, 1589)

Schrendeisen (auch Schrendeysen, Schrendeißen, Schrindeisen oder Schrindisen geschrieben) war ein um die Mitte des 15. Jahrhunderts erstmals urkundlich fassbares Geschlecht von landgräflich-hessischen Ministerialen, von dem ein Zweig im Jahre 1530 in den Reichsadelsstand aufstieg, dann aber schon bald wieder erlosch. Die Quellenlage ist dürftig, und nur vier Generationen sind wirklich fassbar.
Eine erste Erwähnung der Familie stammt aus dem Jahre 1357, als der Mainzer Erzbischof Gerlach seinen Ministerialen Schrendeisen mit der Wasserburg in Nassenerfurth belehnte.  

## Ludwig Schrendeisen
Der erste urkundlich greifbare Spross der wohl aus der nordhessischen Stadt Gudensberg stammenden Familie ist der 1468 erstmals erwähnte Ludwig Schrendeißen, der ab 1472 und bis mindestens 1511 verschiedene Ämter in Gudensberg innehatte: 1472–1489 Schultheiß, ab 1489 Rentmeister, ab 1497 Bürgermeister. Seine Familie war offensichtlich bereits vorher in landgräflichen Diensten zu Ämtern und Wohlstand gelangt: im Jahre 1458 ist ihre Belehnung mit dem Gericht zu Geismar belegt. Ludwig Schrendeisen selbst war schon vor seiner Berufung zum Schultheißen in Gudensberg wohlhabend genug, seinem Landesherrn, dem Landgrafen Ludwig II. von Niederhessen, ein Darlehen von 20 Gulden zu gewähren; erst 1481 wurde ihm die Restforderung von 12 Gulden durch Landgraf Heinrich III. von Oberhessen zurückerstattet. Als einflussreicher Amtsinhaber mehrte er seinen Besitz, und im Jahre 1493 bekundete Landgraf Wilhelm II., dass er Ludwig Schrindeisen von Gudensberg 300 Gulden schulde, die er ihm zu Michaelis (29. September) zurückzahlen wolle.
Der im Jahre 1482 bekundete Johann Schrendeisen, Kanoniker am Stift St. Peter in Fritzlar und Altarist des St. Michaelsaltars in Niedenstein, dürfte ein Bruder Ludwig Schrendeisens gewesen sein. Das Verwandtschaftsverhältnis des in der Zeit von 1501 bis 1510 bezeugten Doktor Konrad Schrendeisen, Kanoniker und Offizial zu Fritzlar und Inhaber der bis 1510 eigenständigen Pfarrei in Datterode, die er in diesem Jahr unter den Schutz des Landgrafen stellte, zu Ludwig Schrendeisen und seinen Söhnen ist nicht bekannt. 
Ludwig Schrendeisen und seine Frau Anna, geb. Eppenheyn, hatten drei namentlich bekannte Söhne: Hugo, Hiob und Ludwig. Hugo ist im Jahre 1490 als Küchenmeister bei Landgraf Wilhelm II. bezeugt. Bei Eroberung der Stadt Stuhlweißenburg in Ungarn durch König Maximilian I. im Jahre 1490 soll er unter den ersten auf der Stadtmauer gewesen sein. Ludwig ist 1521 als Kanoniker am Kaiserdom St. Bartholomäus in Frankfurt bekundet.

## Hiob Schrendeisen
Hiob, der mittlere Sohn, war ab 1482 Rentschreiber in Kassel, wo er 1485  Bürger wurde. 1501 ist er dort als Kammerschreiber bekundet, dann als Kammermeister. Im Jahre 1505 wurde er Bürgermeister in Kassel; in diesem Amt ist er auch noch 1512 bezeugt. Im Februar 1510 war er einer der drei Bevollmächtigten (die beiden anderen waren der neu gewählte Landhofmeister Ludwig von Boyneburg zu Lengsfeld und Wilhelm von Dörnberg) der hessischen Landstände, die zu Kurfürst Friedrich III. und dessen Bruder Johann nach Mühlhausen gesandt wurden, um deren Zustimmung zur landständischen Regentschaft während der Minderjährigkeit des damals sechsjährigen Landgrafen Philipp I. einzuholen. Hiob Schrendeisen war verheiratet mit Elisabeth von Wildungen, Tochter Henrichs von Wildungen, der in Homberg (Efze) von 1466 bis 1480 Bürgermeister und von 1485 bis 1524 landgräflicher Rentmeister war. Die beiden hatten drei Söhne: Hiob, Balthasar und Henrich. Über das Leben der beiden letzteren ist, außer Ehe und Nachkommen Balthasars, nichts bekannt. Eine Enkelin war Anna Schrendeisen, welche Mutter des Johann Thölde wurde.

## Hiob von Schrendeisen
Der älteste der drei Söhne, Hiob war von 1526 bis 1538 landgräflich-hessischer Rentmeister in Homberg. Am 22. Juli 1530 wurde er beim Augsburger Reichstag von Kaiser Karl V. in den erblichen Reichsadelsstand erhoben und wurde somit Begründer des adeligen Zweigs der Schrendeisen, der allerdings schon bald wieder erlosch. Er schied 1538 aus dem Staatsdienst aus und erhielt von Landgraf Philipp die Burg Nassenerfurth mit dem dazugehörigen Gut und dem Dorf Nassenerfurth zu Lehen, die er über seine Mutter geerbt hatte.
Hiob von Schrendeisen und seine Frau Gela von Wenings hatten drei Söhne – Wolf, Heinrich und Balthasar – und zwei Töchter – Salome und Anna. Anna war mit Ludwig Feige (1535–1584) verheiratet, Reichskammergerichtsassessor in Speyer der vier hessischen Landgrafen, Rat und Hofgerichtsbeisitzer Landgraf Wilhelms IV. in Marburg. Jener war ein Sohn des hessischen Kanzlers Johann Feige, und ein Schwager des hessischen Kanzlers Reinhard Scheffer des Älteren. Die Tochter Salome Schrendeisen heiratete Hans Rückersfeld, der sich in zweiter Ehe mit Agnes Hombrecht, aus dem Frankfurter Patriziergeschlecht Humbracht, verheiratete.

## Wolf und Henrich, Patrizier in Frankfurt
Wolf (1534–1598) wurde Ratsherr in Frankfurt am Main und 1592 Mitglied der Gesellschaft bzw. Ganerbschaft Alten Limpurg im Frankfurter Patriziat. Er starb ohne männliche Nachkommen. Damit erlosch die Mitgliedschaft der Schrendeisen im Frankfurter Patriziat. 
Sein Vetter Henrich Schrendeißen († 1593), Sohn von Hiobs Bruder Balthasar, wurde landgräflich-hessischer Amtmann auf der Burg Neuengleichen, die durch Kauf 1451 hessischer Besitz geworden war. Henrich wurde bereits 1575 Mitglied der gleichen Patriziergesellschaft in Frankfurt. Von Henrichs vier Söhnen überlebte nur Balthasar (1582–1636) den Vater; er wurde Hofmeister am landgräflichen Hof in Kassel.